# كارثة مطار سيدني
كارثة مطار سيدني هي كارثة جوية حدثت في 29 يناير 1971 عندما أصطدمت طائرة دوغلاس دي سي-8-63 التابعة للخطوط الجوية الباسيفيكية الكندية الرحلة 301 بطائرة بوينغ 727-176 التابعة للخطوط الجوية الوطنية الأسترالية الرحلة 592 في مطار سيدني في سيدني الذي يقع في أستراليا ونجا في الحادث جميع ركاب وطاقم الطائرتين البالغ عددهم 240 شخصا ويعتبر أهم حوادث الطيران في أستراليا وقد أصطدم ذيل طائرة الخطوط الجوية الباسيفيكية الكندية بمنتصف قسم الشحن وبدن الطائرة السفلي لطائرة الخطوط الجوية الوطنية الأسترالية وكانت الطائرة الكندية تشحن بينما الأسترالية تقلع ولحسن الحظ بعد 25 دقيقة هبطت الطائرة الأسترالية هبوطا أضطراري في مطار سيدني.

## طاقم الطائرتين وبرج المراقبة الجوية

### طاقم طائرة الخطوط الجوية الباسيفيكية الكندية الرحلة 301
- الكابتن تشارلز إدوارد ميجراس البالغ من العمر 40 عاما عمل طيارا للشركة لمدة 17 عاما.
- المساعد أول والتر جيمس ميود البالغ من العمر 37 عاما عمل مساعد طيار للشركة لمدة 14 عاما.
- المساعد الثاني أرنولد ريتشارد بيجورندال البالغ من العمر 27 عاما عمل مساعد طيار للشركة لمدة 4 سنوات.
- كابتن التحقق لويس أندرو إليرت البالغ من العمر 51 عاما عمل طيارا للشركة لمدة 28 عاما.

### طاقم طائرة الخطوط الجوية الوطنية الأسترالية الرحلة 592
- الكابتن وارن أوين جيمس البالغ من العمر 50 عاما عمل طيارا للشركة لمدة 27 عاما.
- المساعد أول دوغلاس آرثر سبيرز البالغ من العمر 28 عاما عمل مساعد طيار للشركة لمدة 5 سنوات.
- مهندس الرحلة جيمس رايموند ريان البالغ من العمر 28 عاما عمل مهندس رحلات للشركة لمدة 5 سنوات.

### مراقبي برج مراقبة الحركة الجوية فيمطار سيدني
- مراقب الحركة الجوية روبرت إدوين جون البالغ من العمر 48 عاما عمل كمراقب للحركة الجوية لمدة 25 عاما.
- مراقبة الحركة الجوية ليندساي ستيوارت هيل البالغة من العمر 25 عاما عملت كمراقبة للحركة الجوية لمدة سنتين.
- مراقب الحركة الجوية روبرت ديفيسون البالغ من العمر 28 عاما عمل كمراقب للحركة الجوية لمدة 5 سنوات.
- مراقب الحركة الجوية ريتشارد جون كينغ البالغ من العمر 22 عاما عمل كمراقب للحركة الجوية لمدة 10 أشهر.